# Щербанівка (Сяноцький повіт)
Щербанівка (пол. Szczerbanówka) — колишнє лемківське село в Польщі, у гміні Команча Сяноцького повіту Підкарпатського воєводства.

## Розташування
Знаходиться біля кордону із Словаччиною, неподалік сіл Воля Мигова та Зубряче.
Через Щербанівку пролягає воєводська дорога № 897 і Бескидська вузькоколійка Новий Лупків — Тісна (відкрита в 1898 р.).

## Історія
До 1772 р. входило до складу Руського воєводства, землі Сяноцької.
У результаті першого поділу Речі Посполитої у 1772 році село увійшло до складу Ліського повіту Самбірського краю, а в подальшому Сяноцького краю у складі Австро-Угорщини.
В 1857 р. збудовано дерев'яну церкву великомученика Димитрія. В середині XIX ст. більшістю земель володів Ян Райзенбах.
У 1890 році село нараховувало 21 господарство і 125 мешканців (122 українці-грекокатолики і 3 євреї).
В 1939 р. в селі було переважно лемківське населення: зі 160 жителів села — 155 українців і 5 євреїв.
До виселення лемків у 1945 році в СРСР та депортації в 1947 році в рамках акції Вісла у селі була дочірня греко-католицька церква (139 парафіян) парафії Манів Лупківського деканату Перемиської єпархії.

## Церква св. Димитрія
До 1950 року в селі існувала церква святого Димитрія. Історія появи парафії та храму залишається не відомою. Вона могла виникнути у XVII, або XVIII столітті. Храм, що був зруйнований у середині ХХ століття, споруджено у 1857 році, а посвячено у 1858 р.  У плані це була видовжена будівля, що складалась із прямокутної нави та прямокутного вівтаря. Нава освітлювалась чотирма прямокутними вікнами (по два з кожного боку), вівтар двома - по одному з кожного боку. Обидві частини будівлі були перекриті двосхилим дахом однакової висоти. Над входом розташовувалась невелика дзвіниця, що наближала будівлю до лемківського типу храму. Споруда знищена у 1950 році. Поряд, між входом і західною частиною огорожі знаходилась мурована дзвіниця, теж зруйнована.